# Bibliobús

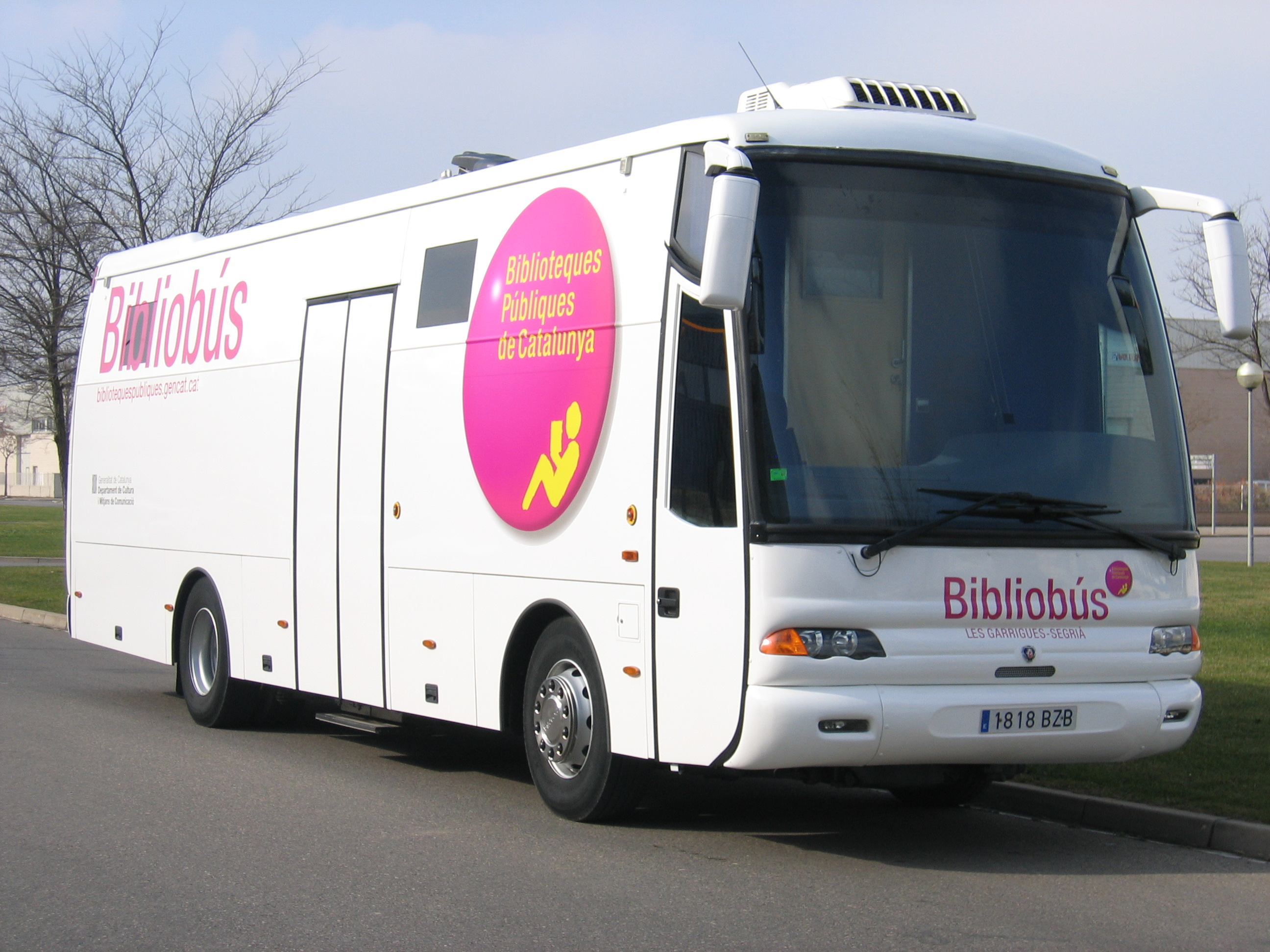
Bibliobús Garrigues-Segrià

Un bibliobús és un servei de biblioteca mòbil que garanteix l'accés a la informació i a la cultura a tots els ciutadans del territori, donar suport a l'aprenentatge i als hàbits de lectura pública, etc. que recorre periòdicament una ruta preestablerta de pobles d'una àrea geogràfica concreta i que atén a municipis que no disposen d'una biblioteca pública, o llocs com presons, hospitals o residències. Segons les recomanacions de la IFLA, poden ser lleugerament més llargs de 10 m, amb una capacitat de càrrega per a 3.000-4.500 documents, haurien de tenir un gran espai intern per permetre l'entrada d'usuaris, tenir un nombre més gran de bibliotecaris i fer activitats d'animació de la lectura. També poden incorporar un mòdul retractil al lateral del bibliobús per ubicar el taulell de consulta i una zona d'exposicions.

## Vehicle
Els bibliobusos són vehicles motoritzats, normalment autobusos, amb un càrrega entre 3.000 i 4.000 kg., adaptats amb mobiliari i equipament bibliotecari, que contenen un fons bibliogràfic limitat (llibres, revistes, material audiovisual), un servei d'informació i referència, així com personal bibliotecari i auxiliar. Depenen, generalment, d'una biblioteca central o d'una xarxa de biblioteques.
Dins de l'apartat tècnic, els bibliobusos han de complir les diferents normatives governamentals de fabricació, circulació i altres requeriments legals. Per exemple, han de tenir un pes de càrrega prou gran per transportar el mobiliari bibliotecari i el fons bibliogràfic a zones muntanyoses o de difícil accés, així com disposar d'un optim sistema de frens. Han de tenir suport per la instal·lació elèctrica, connexions de xarxa i sistemes de climatització (calefacció, aire condicionat, etc.).
Alternativament al bibliobús, les biblioteques públiques, per desplaçar-se a tota mena de terrenys han disposat de furgonetes, barques, caixes, motxilles, bicicletes i rucs, que ofereixen llibres i activitats culturals per a totes les edats i es desplacen per tota mena de terrenys.

## Història

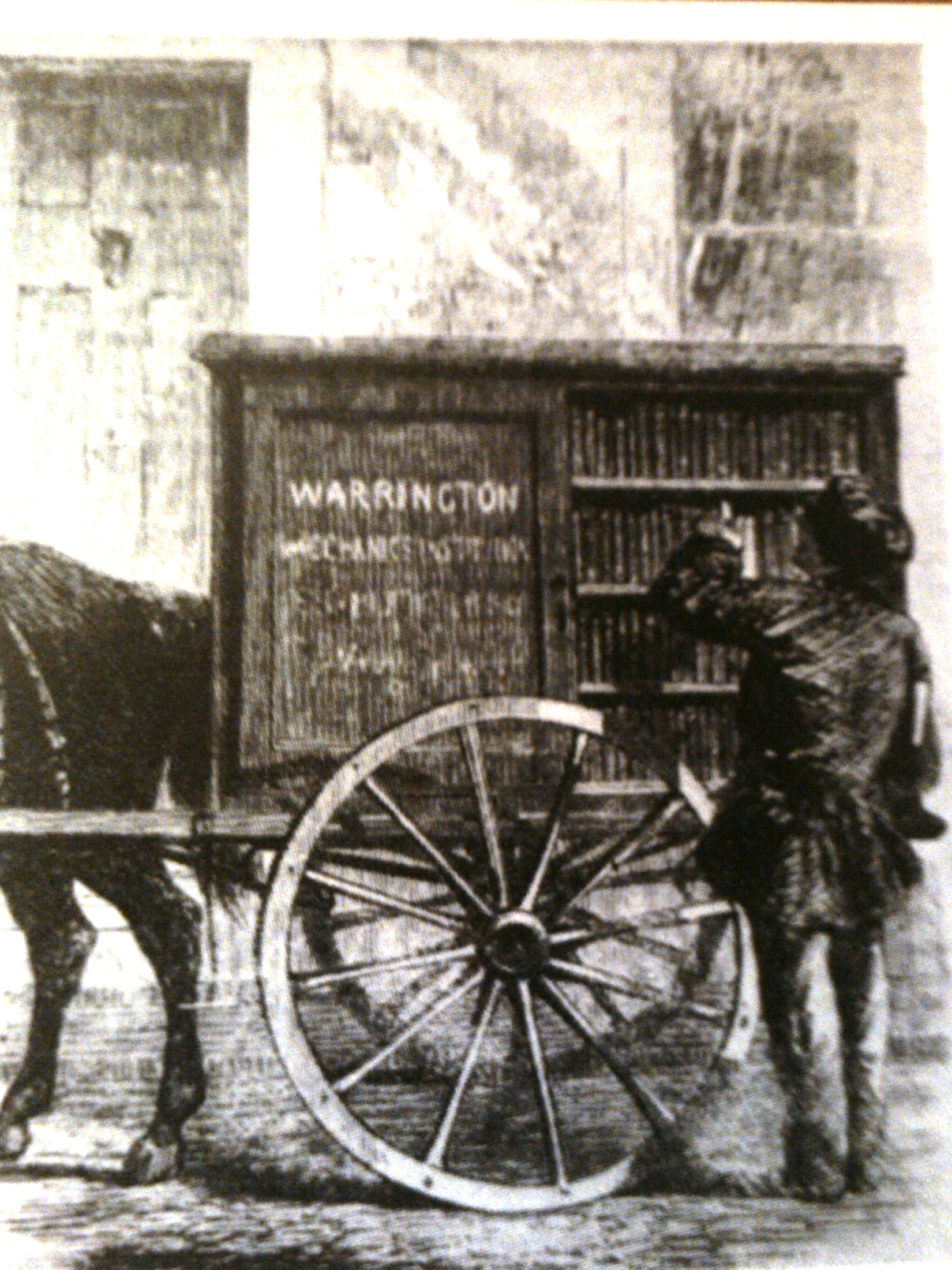
Warrington Perambulating Library (1860)

L'any 1857 el periòdic The British Workman documentava un primer cas de biblioteca mòbil al comtat de Cúmbria, a la zona nord-oest d'Anglaterra. Aquest servei fou creat pel filantrop i comerciant anglès George Moore, per tal de "difondre la bona literatura entra la població rural". Un altre cas reconegut de biblioteca mòbil fou el Warrington Perambulating Library creat el 1858 pel Warrington Mechanics' Institute. Format per un carro tirat per cavalls que donava servei a la població de Warrington, Anglaterra. El seu objectiu fou incrementar el nombre de préstecs de la biblioteca local, obtenint un augment del 300% en dotze mesos, de 3.000 a 12.000 préstecs. El servei continuà fins al 1872.

### Bibliobusos a Catalunya
El precedent històric dels bibliobusos a Catalunya es troba en el Servei de Biblioteques del Front, creat l'any 1937. Donava servei als soldats republicans que lluitaven al front i col·laborava amb els hospitals de soldats. El 23 de gener de 1939 el bibliobús realitzà el seu darrer viatge, portant a l'exili un grup d'intel·lectuals de la Institució de les Lletres Catalanes (Francesc Trabal, Mercè Rodoreda, Armand Obiols, Joan Oliver, entre d'altres) i les seves famílies.
Durant l'etapa franquista, l'any 1957 s'inaugurà un bibliobús que recorria els barris de l'Hospitalet de Llobregat, Esplugues de Llobregat, el barri de Sants de Barcelona, i més endavant, Sant Joan Despí. Tres anys més tard, s'habilita un segon bibliobús que recorria els barris del nord de Barcelona, la Sagrada Família i Poblenou. Tots dos van aconseguir notable èxit. Per altra banda, el primer bibliobús rural fou inaugurat el 1973 a la zona Berga i donava servei a 19 municipis.
Amb la Llei 4/1993, de 18 de març, del sistema bibliotecari de Catalunya, els serveis bibliotecaris mòbils tenen com a finalitat d'oferir el servei de lectura pública en zones on no hi ha un punt de servei estàtic (art. 36) i correspon a les comarques oferir aquest servei (art. 40), ja que només els municipis amb una població de més de 5.000 habitants tenen l'obligació de tenir una biblioteca pública (art. 34). Per aquest motiu, des de l'any 1995 la Xarxa de Biblioteques Municipals va desenvolupar el Pla de bibliobusos a la Diputació de Barcelona per tal de donar servei a municipis de menys de 3.000 habitants. Durant el període 1994-2016 van inaugurar-se 9 bibliobusos a la província de Barcelona donant servei a 110 municipis, amb una població de 161.000 habitants l'any 2016.